# ボービントン戦車博物館
戦車博物館（The Tank Museum）は、戦闘車輛を収蔵するイギリスの博物館である。以前はボービントン戦車博物館（The Bovington Tank Museum）と呼ばれた。

## 概要
26ヶ国の約300両の車輛が展示されており、これは、世界で最も広汎な戦車と戦闘車輛のコレクションである。このコレクションは、唯一稼働するドイツ軍のティーガーIや、第一次世界大戦時のイギリス軍のマーク I 戦車を含んでいる。これは、戦闘で生き残った戦車として世界で最も古い。
このコレクションは南西イングランド、ドーセット州のボービントン駐屯地（Bovington Camp）に保管されていたものである。これは、ドーセットのウールから北に約2km、プールの主要な港から西に約20kmの地点である。この駐屯地では、イギリス陸軍の装軌車輛の操縦、および生産工場と同水準の車輛修理、整備を全部門に渡って訓練する。
博物館はウールの駅から約2.4kmの距離にある。

## 歴史

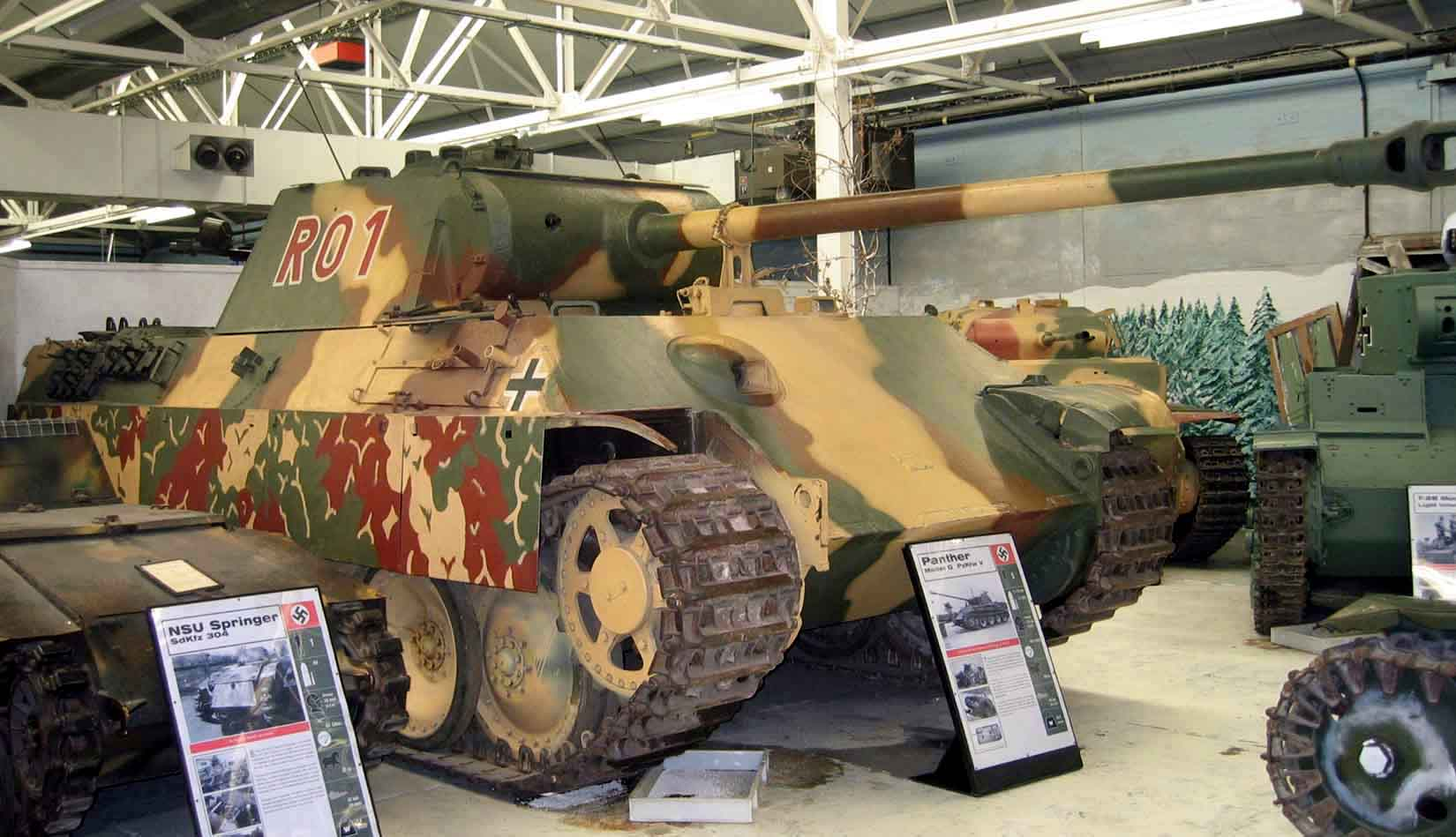
第二次世界大戦のドイツ軍戦車、V号戦車パンター

1916年、イギリスの陸軍省はボービントン・キャンプを戦車搭乗員用の訓練施設として設立した。第一次世界大戦時、イギリス陸軍は塹壕戦を打開するべく戦車を導入していた。1919年、配備されていた戦車はフランスからボービントンへ戻された。多数の車輛はスクラップにするため保管されたが、搭乗員と戦車設計者には、初期の戦車を遺産として残す考えがあり、損傷の少ない少数車輛は脇に取り分けられて置かれた。
1923年に、作家のラドヤード・キップリングはボービントンを訪問し、博物館を設立すべきであると強く勧めた。第二次世界大戦後、連合軍が多数の枢軸国側戦車を鹵獲したため、コレクションは大いに成長した。1947年、コレクションは一般に開放された。戦車博物館は発展を続け、今日ではこの方面に合わせて調整されたコレクションの展示で一般大衆を教育し、楽しませるものとなっている。戦車の多くは完全に作動でき、夏季の間は車輛を稼動させる特別展示を見ることができる。

## 展示ホール

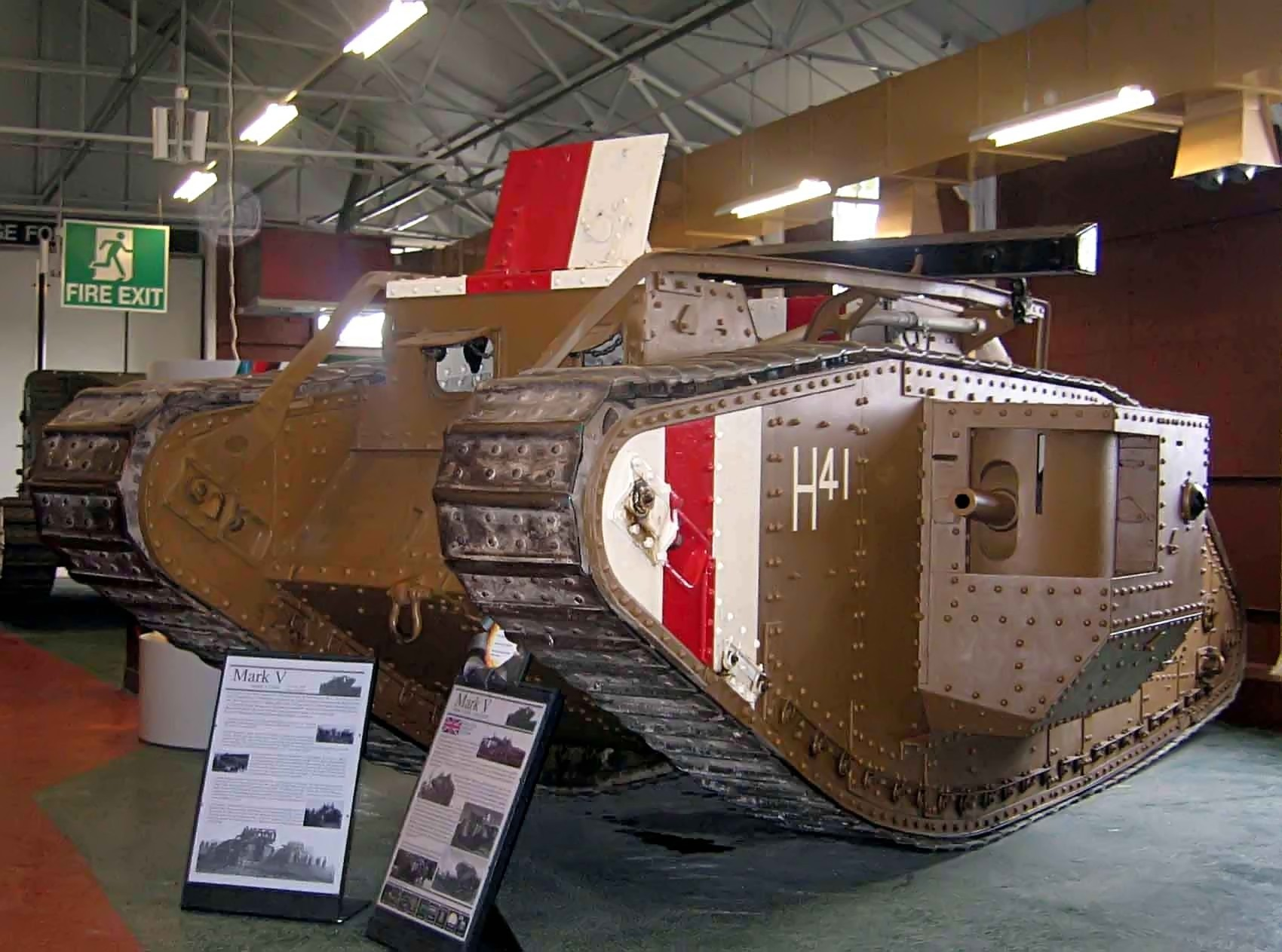
イギリス軍のマーク V 戦車
本車は1918年8月のアミアンの戦いで作戦に参加した

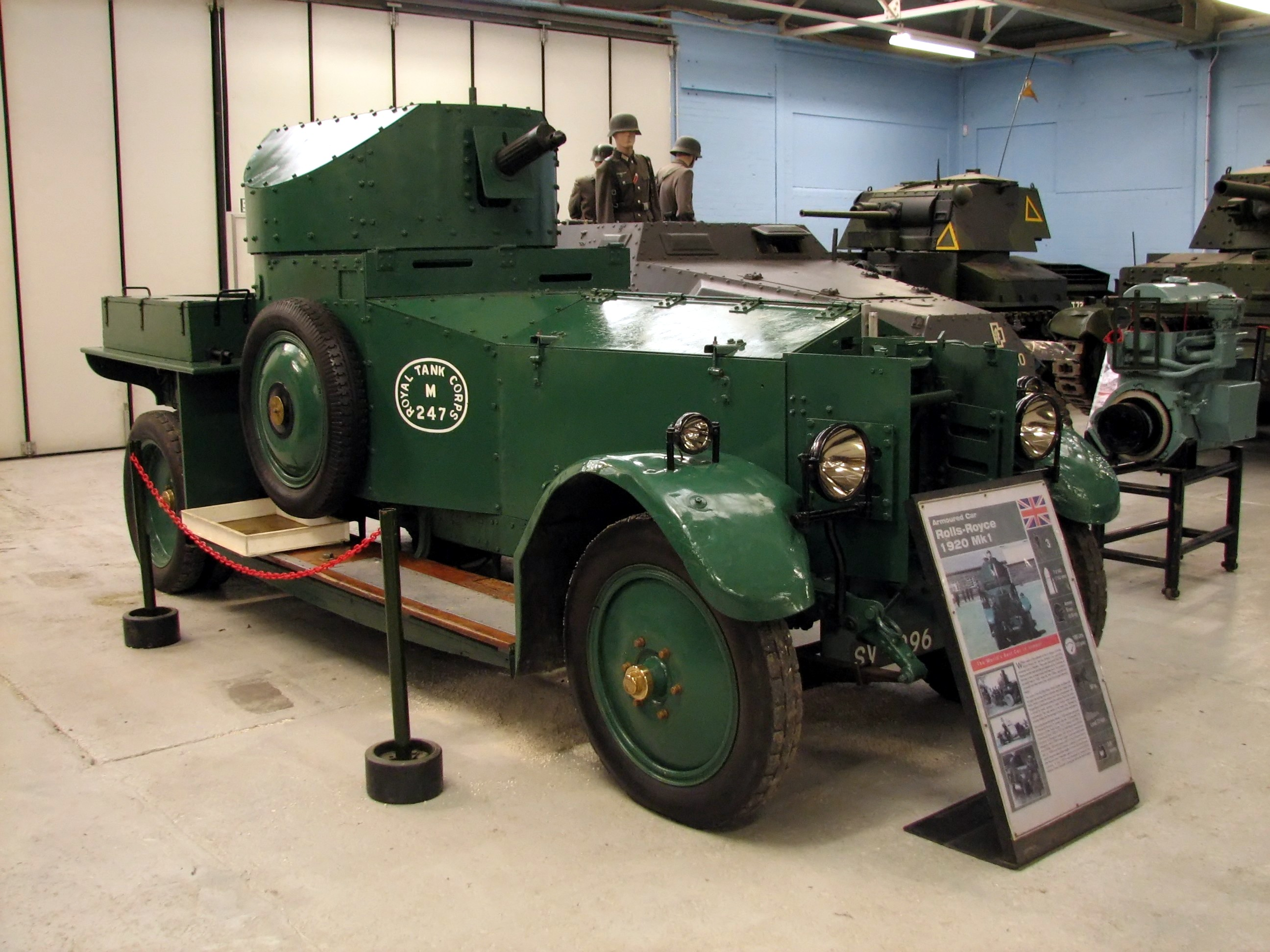
ロールス・ロイス装甲車

これらの展示は現在、5つの区画に分割されている。第一次世界大戦館、大戦間ホール、第二次世界大戦館、タミヤホール、イギリス鉄鋼業館である。スペースと現代化された施設のさらに5,000平方メートル（54,000平方フィート）を提供する拡大作業は、2008年まで行われた。
2008年まで、施設の近代化改修と追加の展示スペースを付与する拡大作業が行われた。

### 第一次世界大戦館
最初期のリトル・ウィリーから、マーク VIII 戦車「リバティー」に至るまでの間、開発されたイギリス軍戦車を収容し、さらに、まだ実働する数少ない第一次世界大戦の戦闘車輛である、イギリス軍のマーク V 戦車がある。また、トーマス・エドワード・ローレンスの、兵士としての活動を描いたイラストの展示が加えられた。彼は近隣のクラウド・ヒルの小屋に居住し、短い期間、ボービントンの戦車部隊に勤務した。
展示品
マーク I 戦車、マーク II 戦車、マーク IV 戦車、マーク V 戦車（雌型と雄型）、マーク VIII 戦車、マーク IX 戦車。

### 大戦間ホール
第二次世界大戦に至るまでの期間、急激に進歩する戦車設計のハイライトを展示している。
展示品
A1E1 インディペンデント重戦車、ピアレス装甲車、ロールス・ロイス装甲車、ランチェスター装甲車、カーデン・ロイド豆戦車、マーク IIA 軽戦車、巡航戦車 Mk.I。

### 第二次世界大戦館

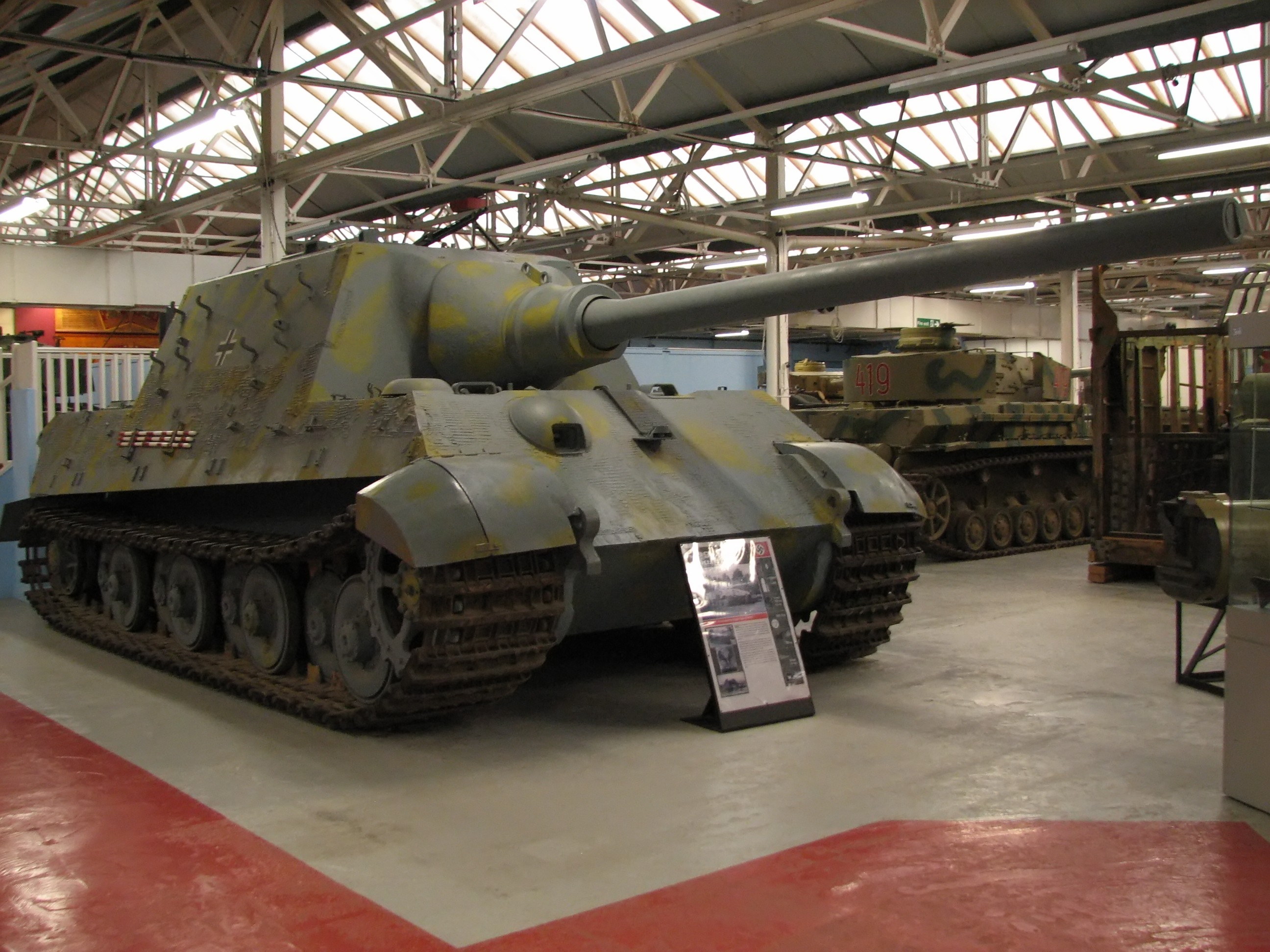
ヤークトティーガー

戦争に関連した主要各国の戦車からなる最も巨大なセクションである。展示にはティーガーI（タイガー131）が含まれている。これは、1943年4月にチュニジアで鹵獲され、ボービントン戦車博物館の工場で走行可能な状態まで完全に再生された自力で走行できる唯一のティーガーIである。また、唯一残存した、浮航用のキャンバススクリーンを持つシャーマンDD戦車がある。
展示品
I号戦車、II号戦車、III号戦車、IV号戦車、V号戦車パンター、ティーガーI、ティーガーII、軽駆逐戦車ヘッツァー、ヤークトパンター、ヤークトティーガー、Sd Kfz 251、ルノーFT-17、ルノーB1、ソミュア S35、巡航戦車 Mk.III、コメット巡航戦車、マチルダI歩兵戦車、マチルダII歩兵戦車、チャーチル歩兵戦車、TOG 2重戦車、エクセルシアー重突撃戦車、ヴァリアント歩兵戦車、T14突撃戦車、ラム巡航戦車、M24軽戦車、M3中戦車、M4中戦車、シャーマン ファイアフライ、M10、M48パットン、M26パーシング、スタッグハウンド装甲車、ゼネラル・エアクラフト ハミルカー、DUKW、SU-76、T-26、T-34、KV-1、SU-100。

### タミヤホール

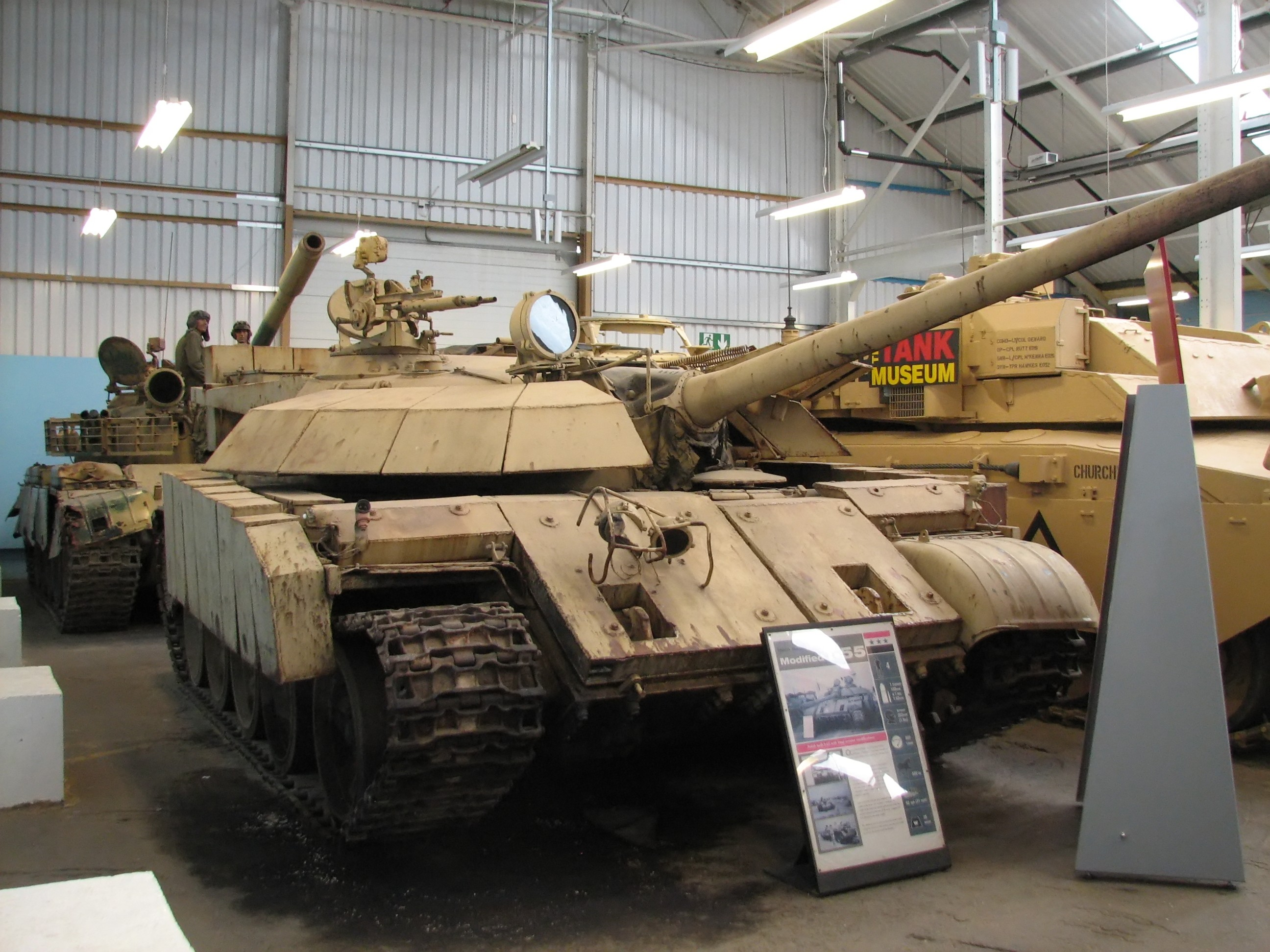
T-55AD
（T-55のイラク軍独自改修型、通称「エニグマ」）

1991年7月オープン。模型会社のタミヤによる寄付（2,000万円）および同額の国庫補助（マッチング・ドネーション）、並びにブリティッシュ・スチールによる資材提供を受けて建設された。ここでは戦後の主力戦車、イギリスのセンチュリオン戦車やアメリカのM60パットン、ソ連のT-72などが展示されている。

### イギリス鉄鋼業館
46年の経歴を持ち、生産されたイギリス軍戦車の内では最良の一つであることを証明した、センチュリオン戦車の歴史のハイライトを展示。チョバム・アーマーを装備し、湾岸戦争でイラク軍と戦った。
タミヤホールとイギリス鉄鋼業館では現在展示内容を変更中だが、通常以下の車輛が展示されている。トータス重突撃戦車、ブラックプリンス歩兵戦車、コンカラー、チャリオティア、センチュリオン、チーフテン、チャレンジャー1、チャレンジャー2、M41軽戦車、M103重戦車、M60パットン、T-54、T-55、T-62、T-72、BMP-1、AMX-30、69/79式戦車、Ikv 91、Strv.103、Stridsvagn 104。

## TIGER DAY
博物館ではTIGER DAY（タイガー・デー）と呼ばれる催しが年に一度開かれる。開催日は4月の下旬頃であり、イベント当日はティーガーIを始めとした多くの戦車・戦闘車両が走行会を行う。参加には会場・オンライン・電話でのチケット購入が必要である。また、ティーガーIを間近で見学できるプレミアムチケットも販売されるが、こちらは要予約である。

## ギャラリー

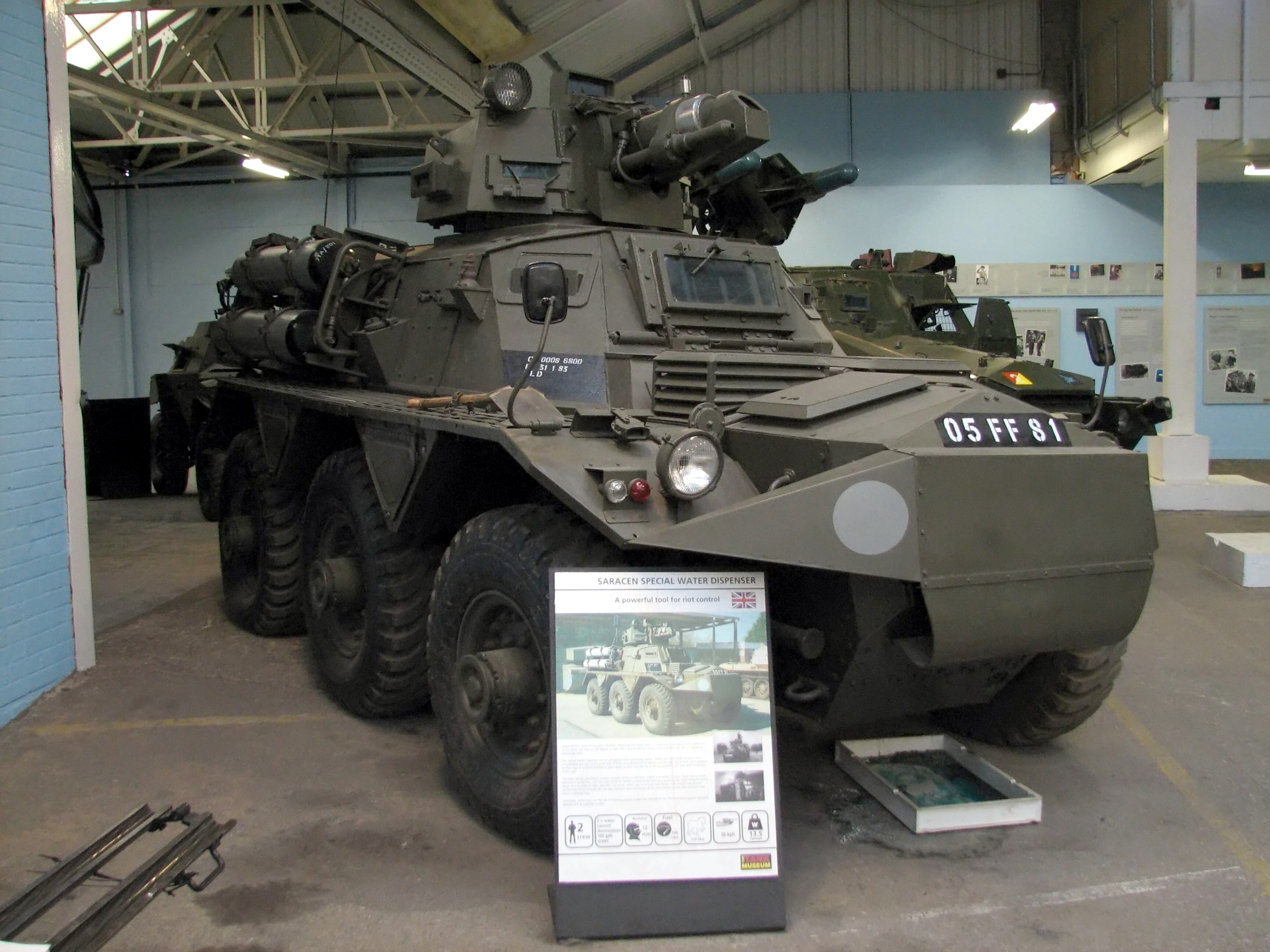
イギリス陸軍のFV603 サラセン装甲車
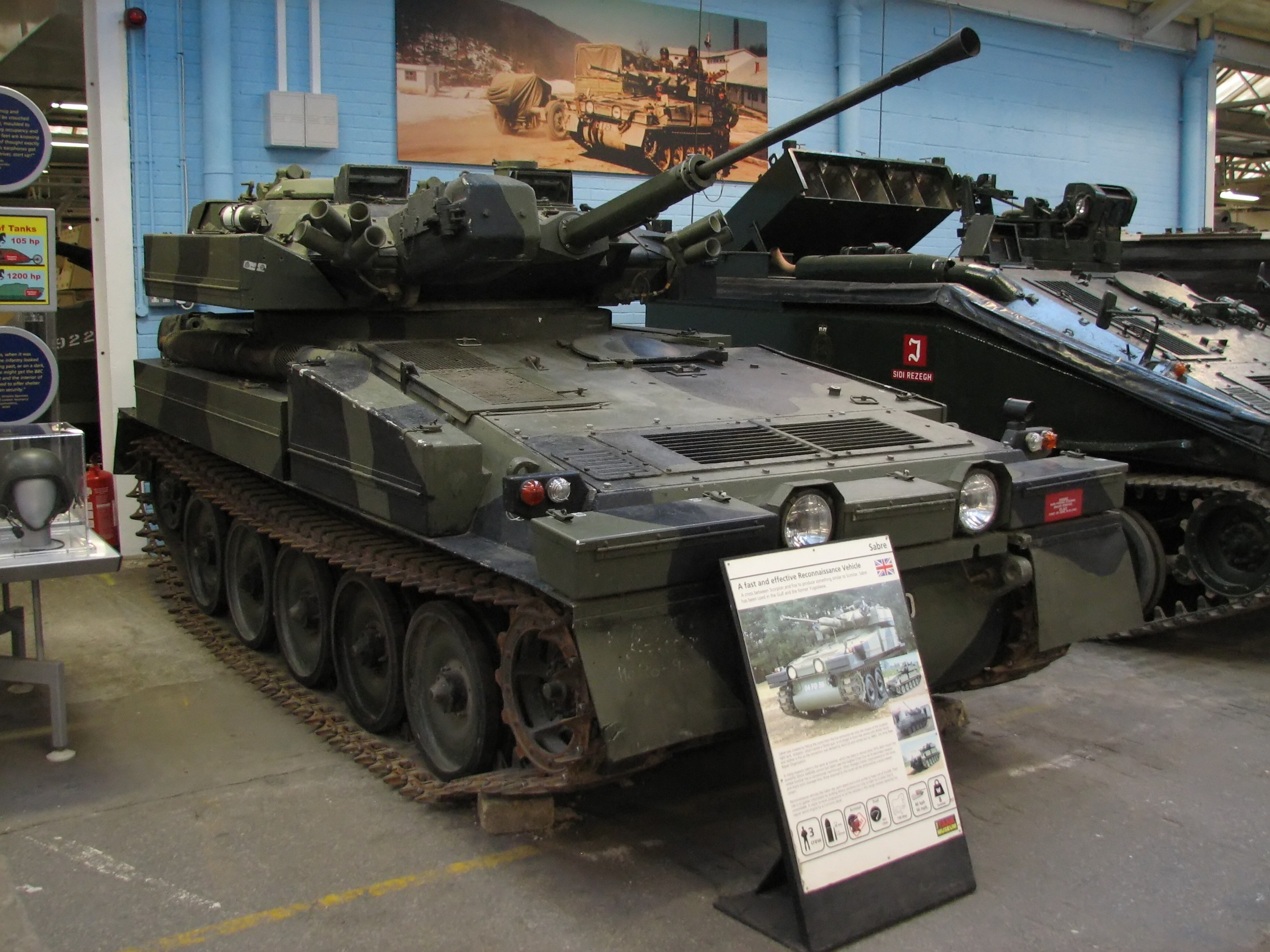
イギリス陸軍のセイバー偵察装甲車
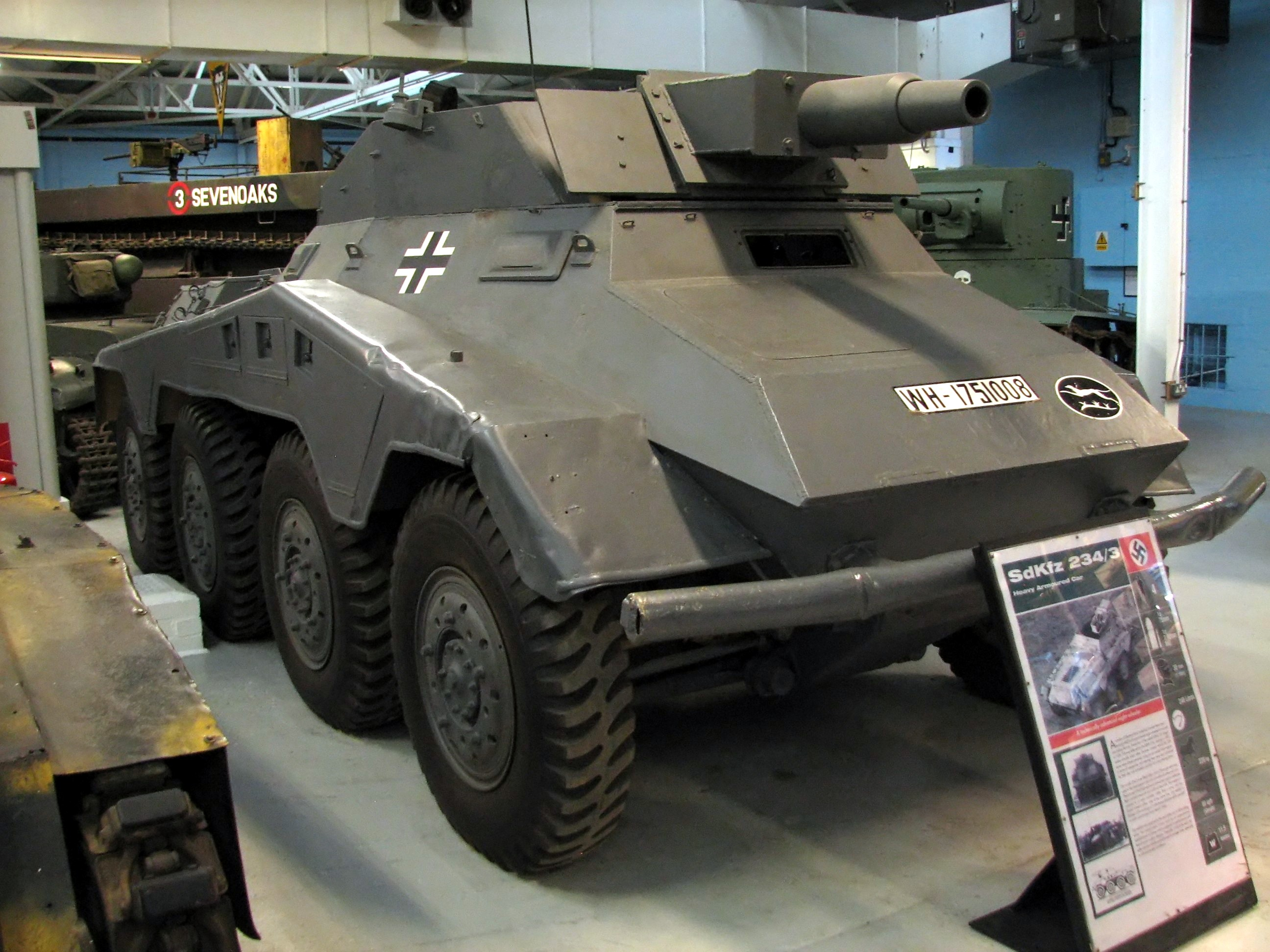
ドイツ軍のSd Kfz 234装甲車
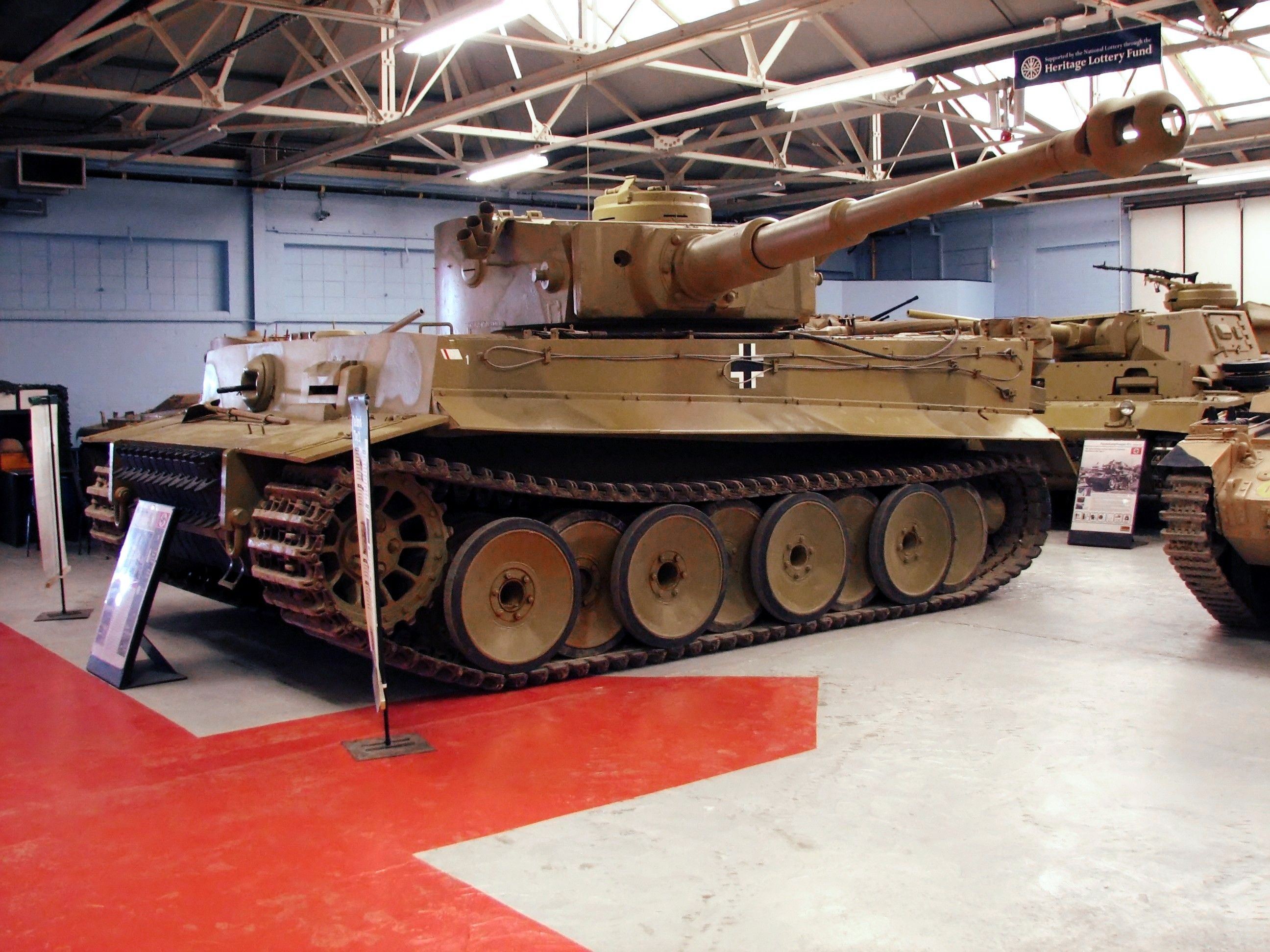
完全にレストアされたドイツ軍のティーガーI重戦車
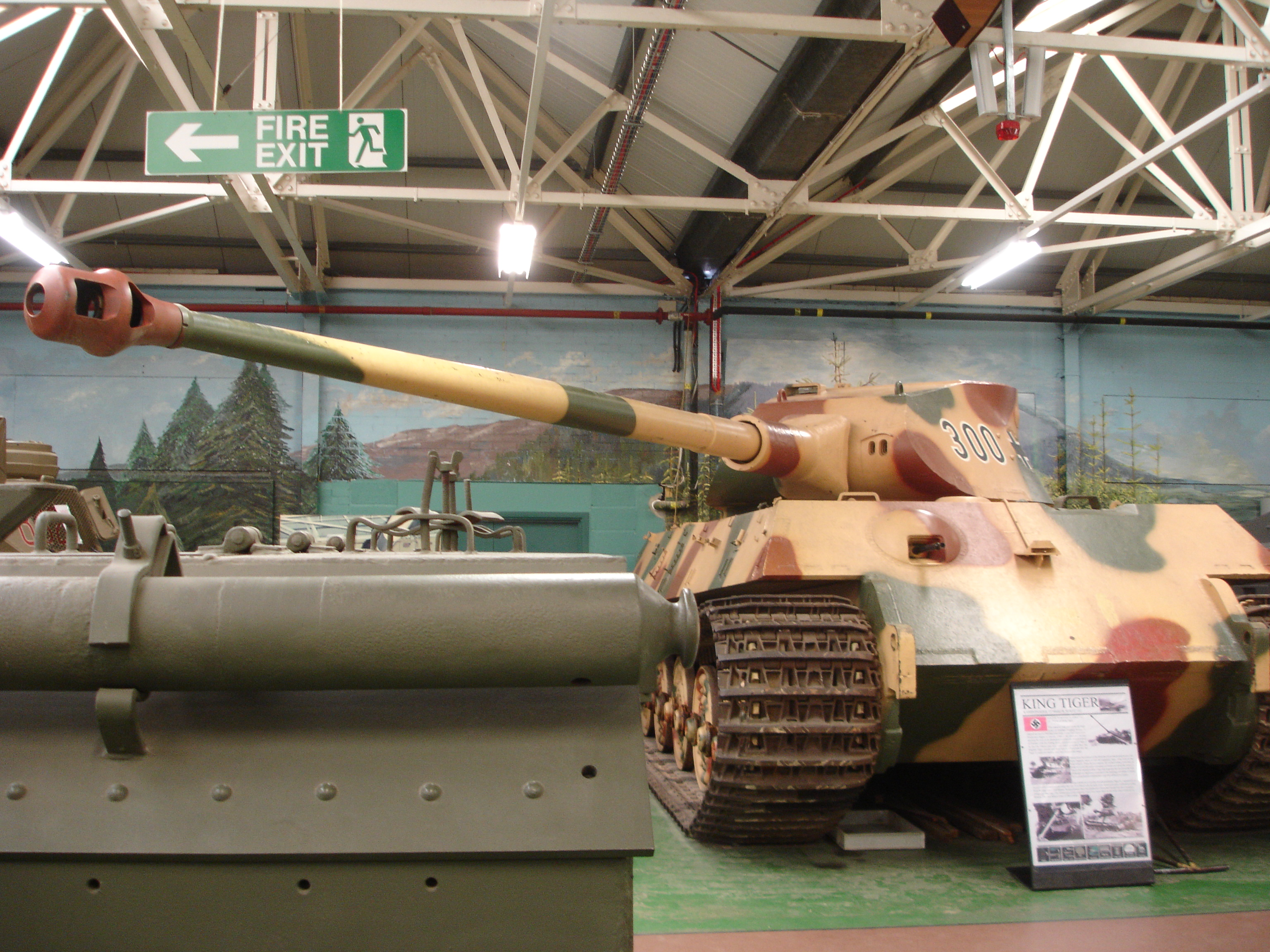
ドイツ軍のティーガーII重戦車。初期型のポルシェ砲塔を備える
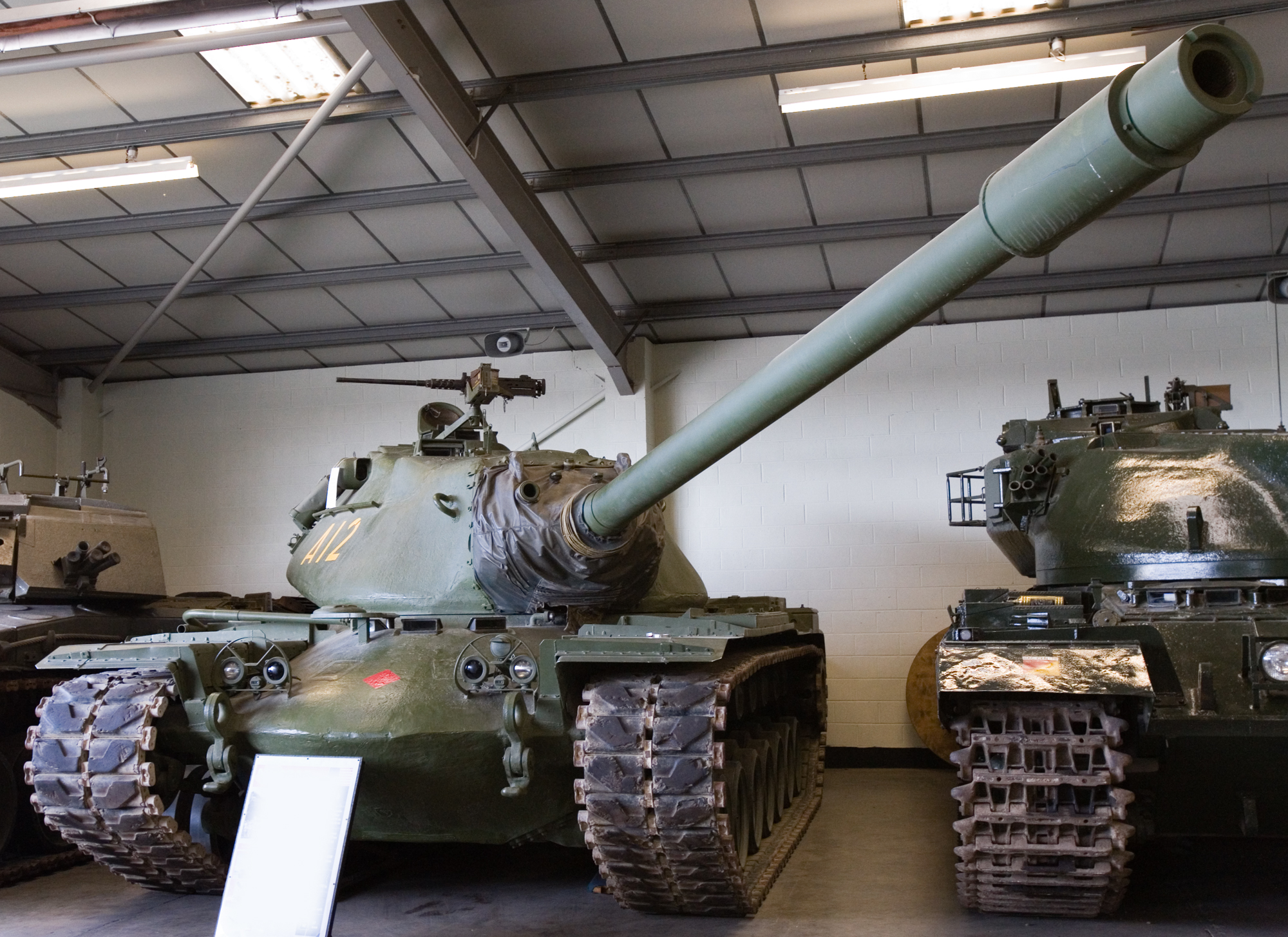
アメリカ軍のM103重戦車
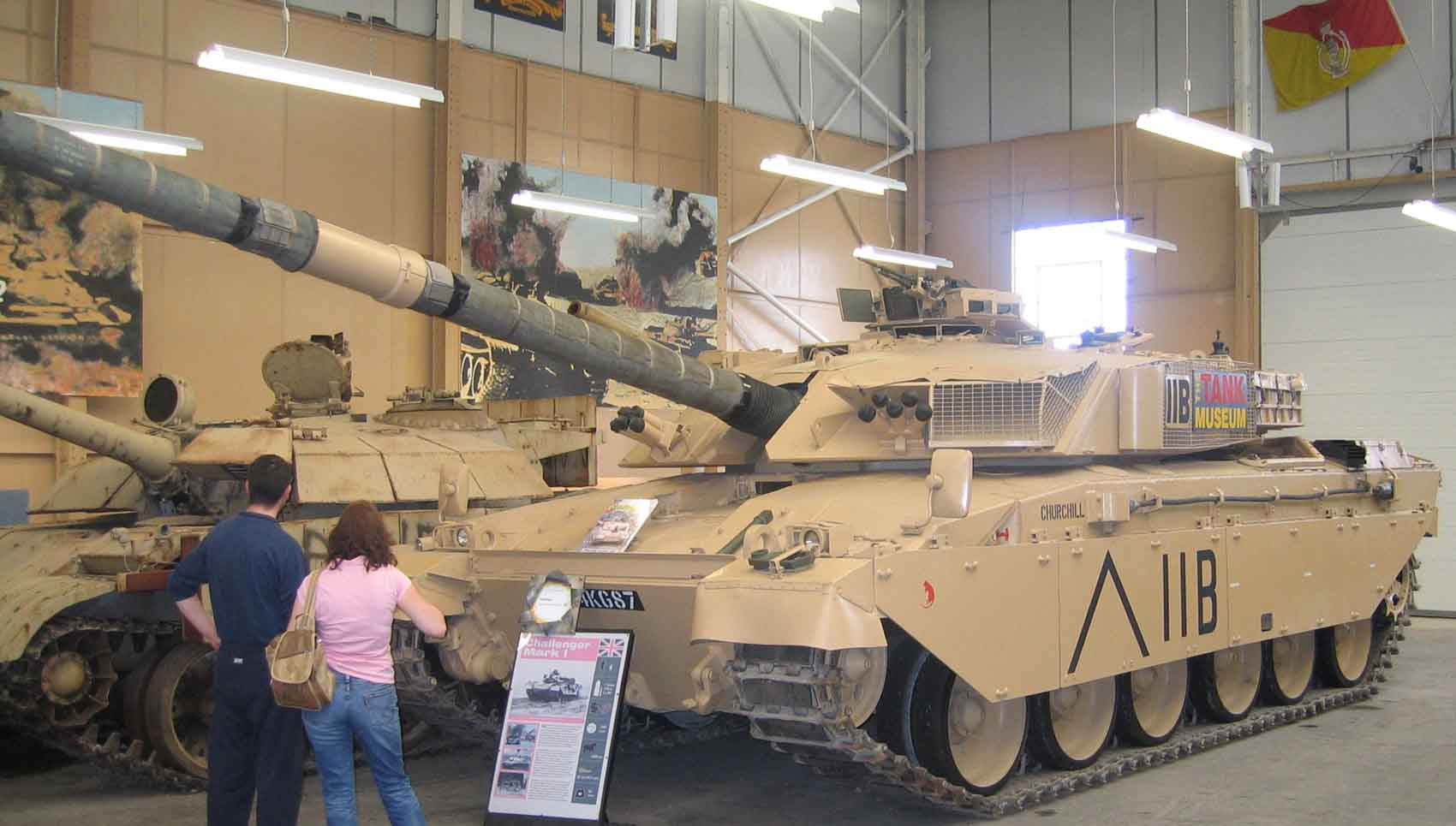
イギリス軍のチャレンジャー1戦車
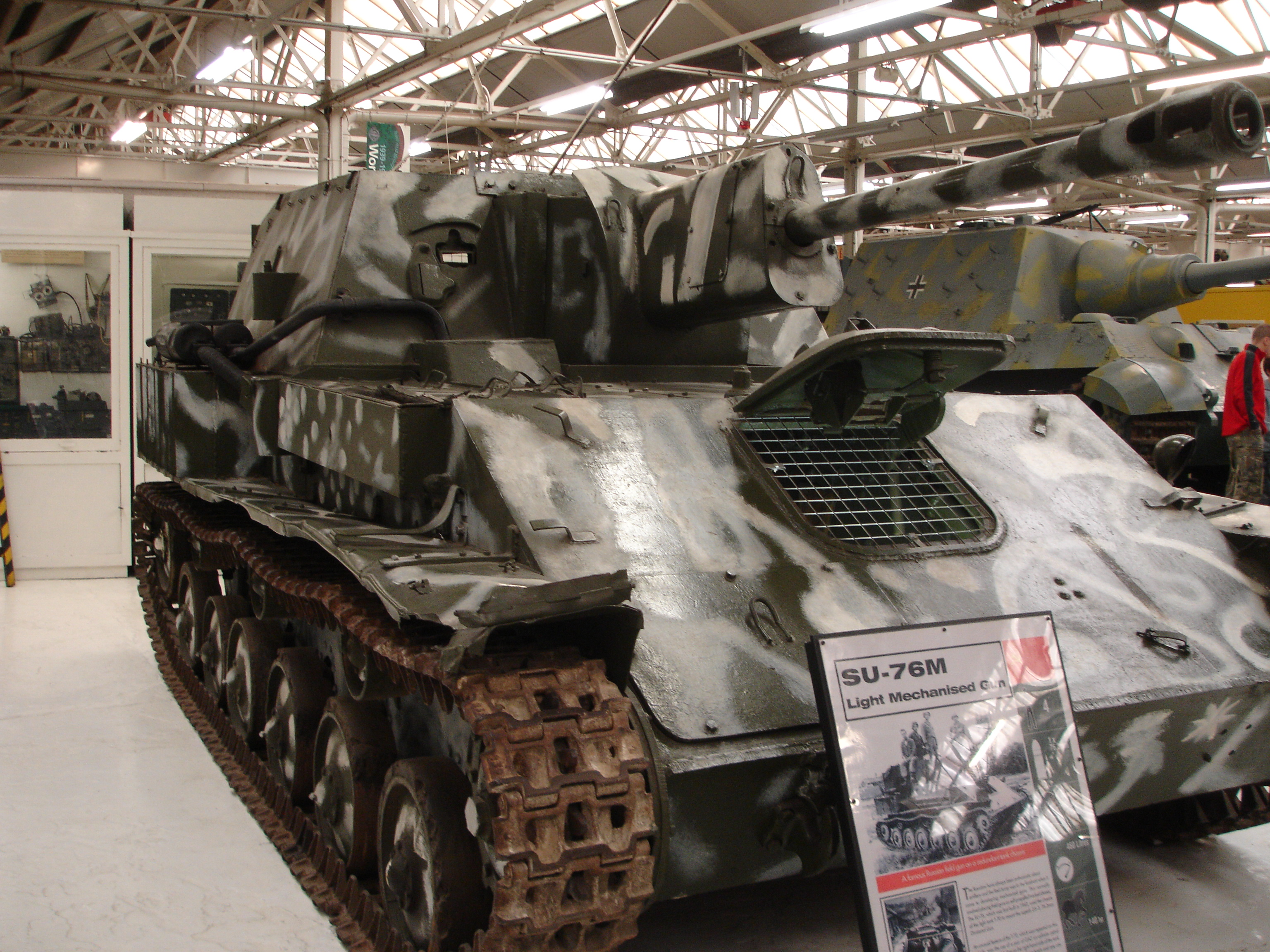
ソ連軍のSU-76M自走砲
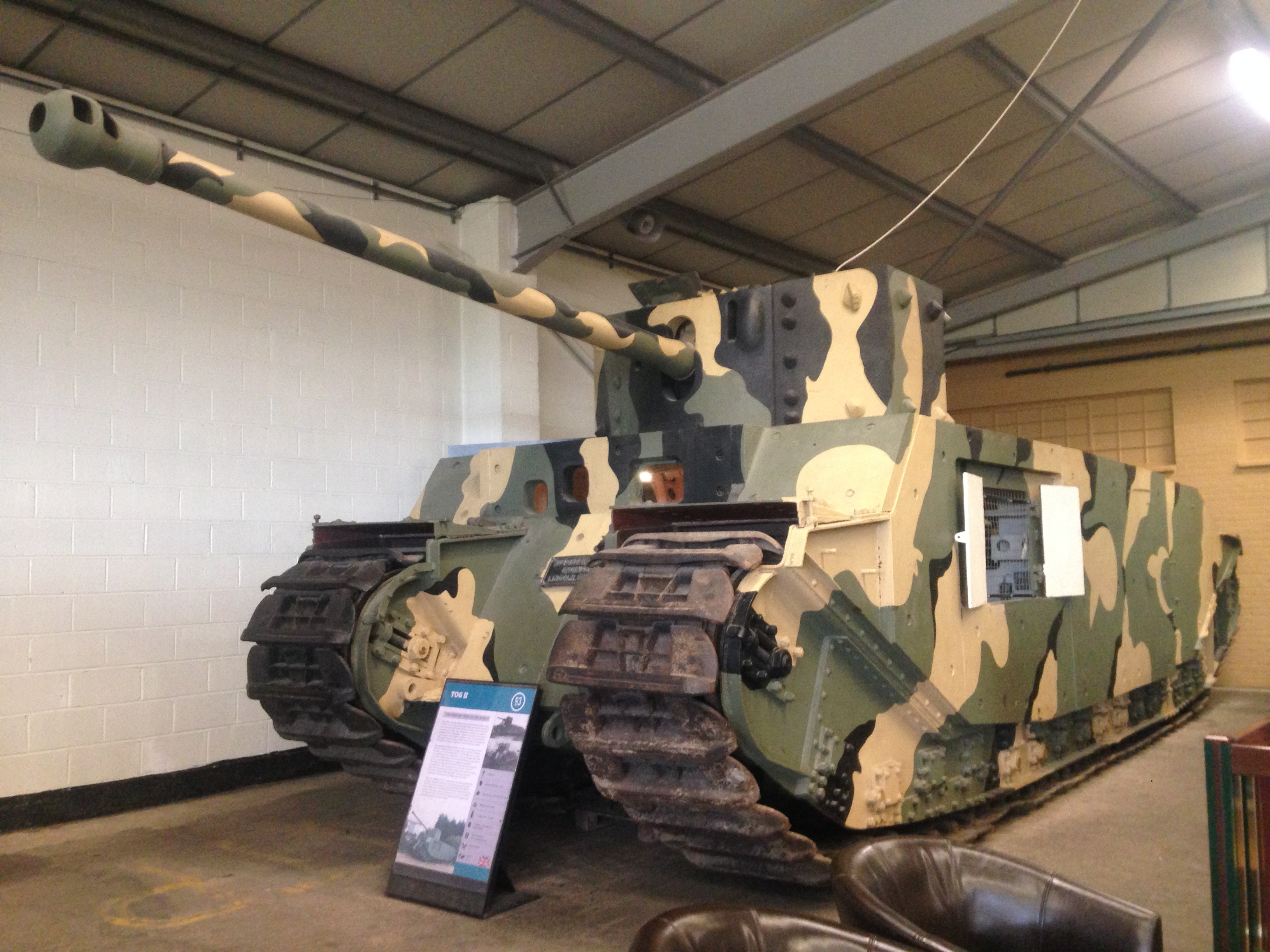
イギリス軍のTOG 2重戦車
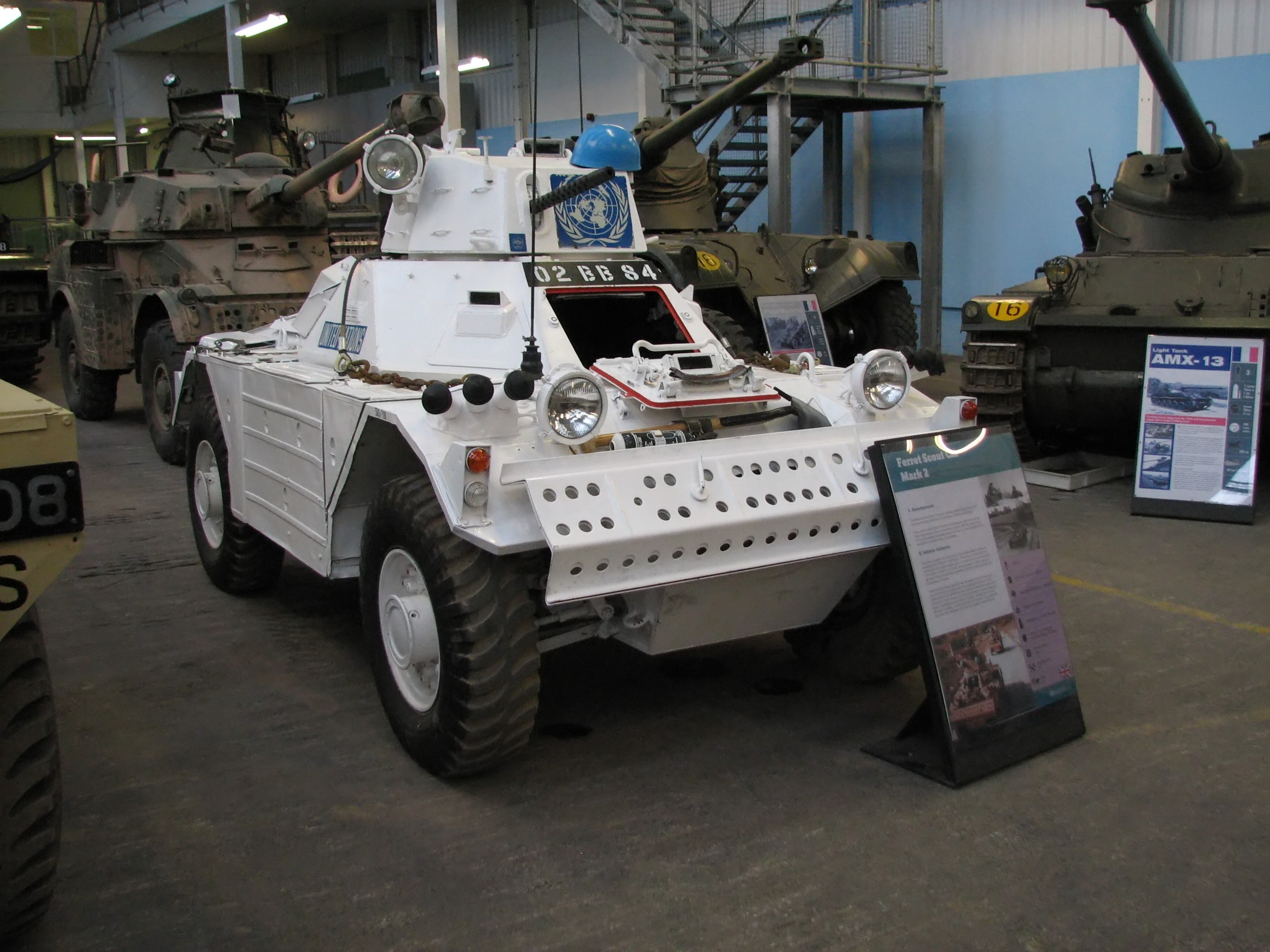
国連軍仕様のフェレット装甲車
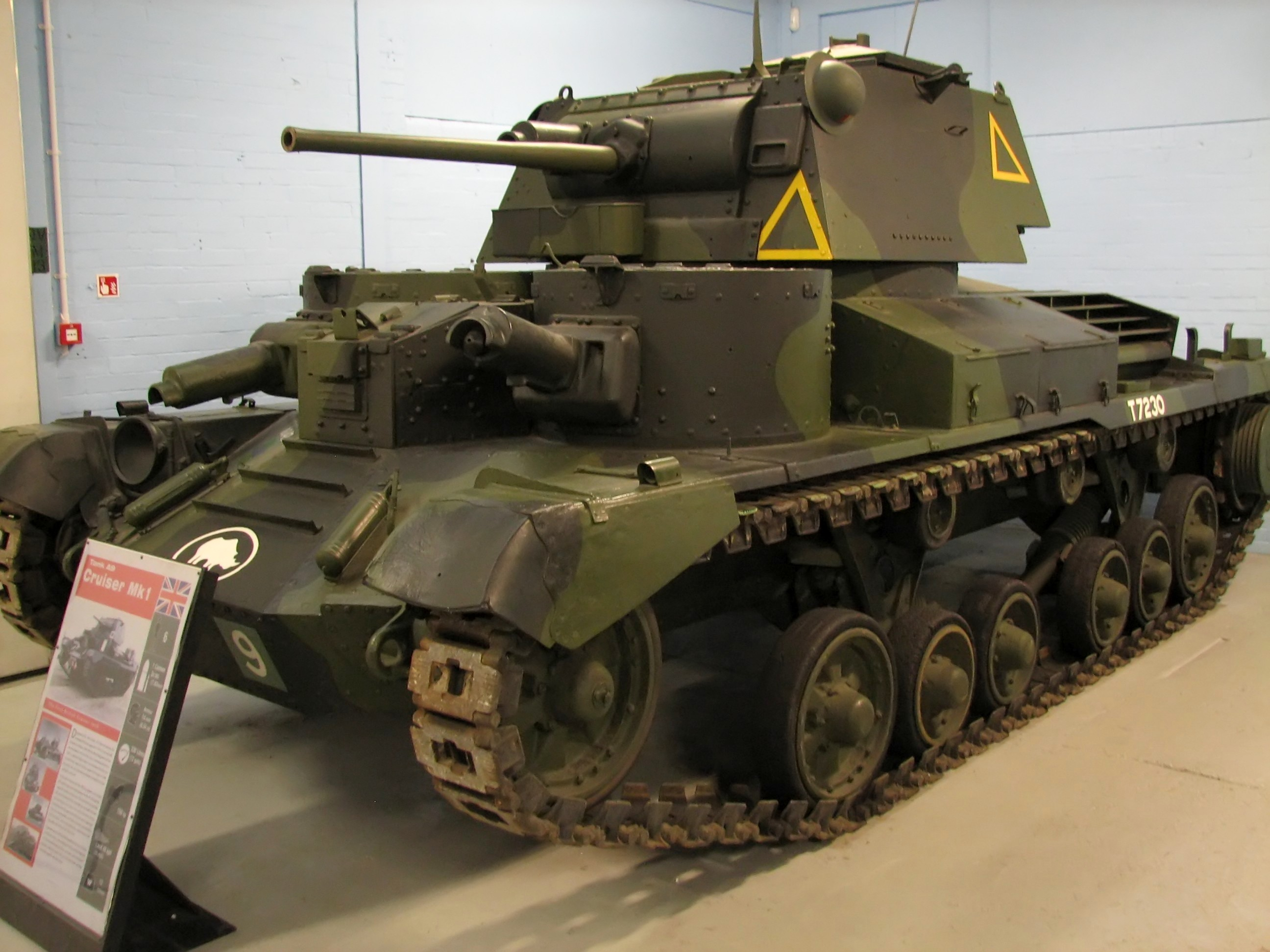
イギリス陸軍のA-9 巡航戦車 Mk.I
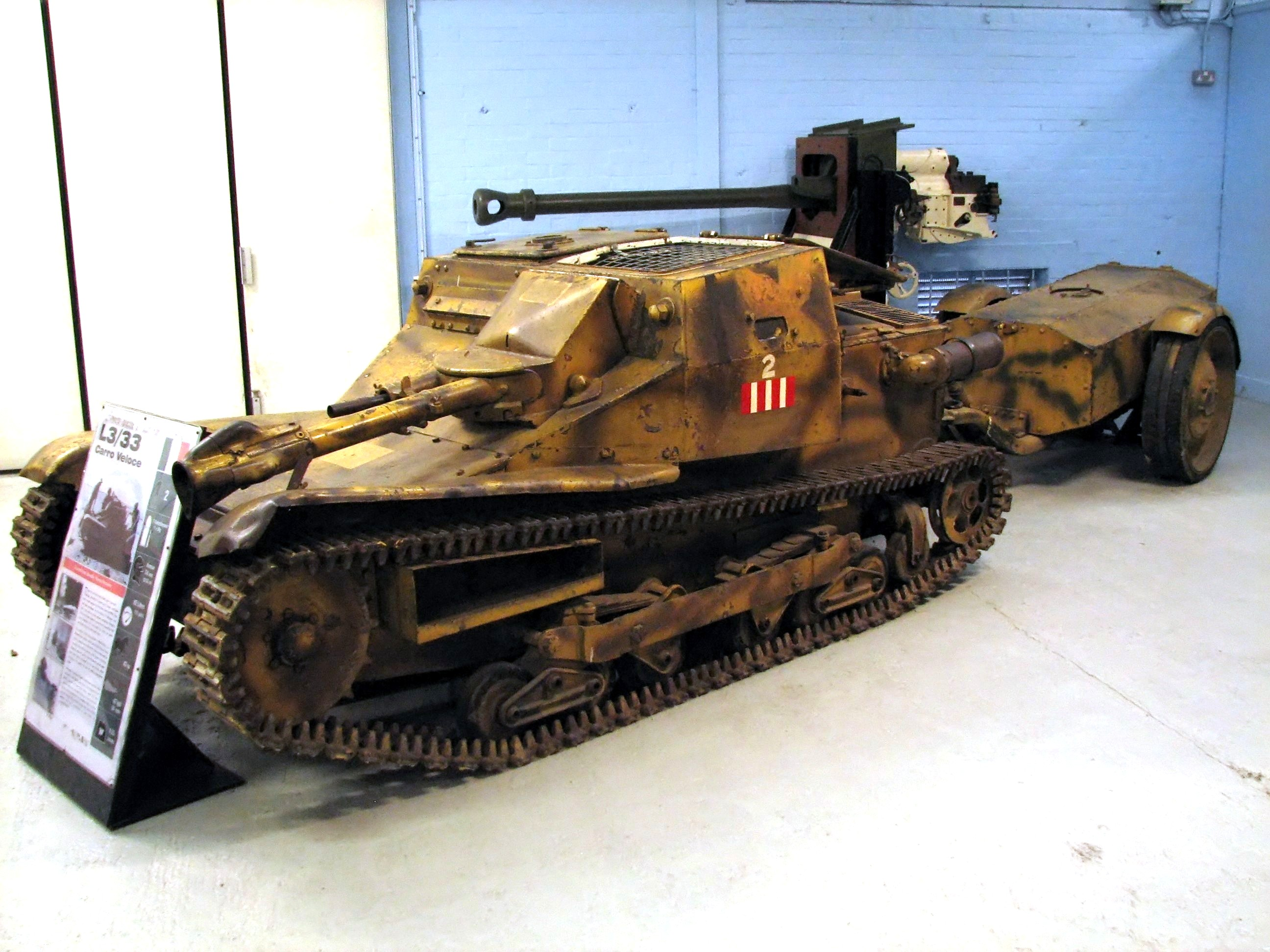
イタリア軍L3豆戦車、火炎放射戦車型
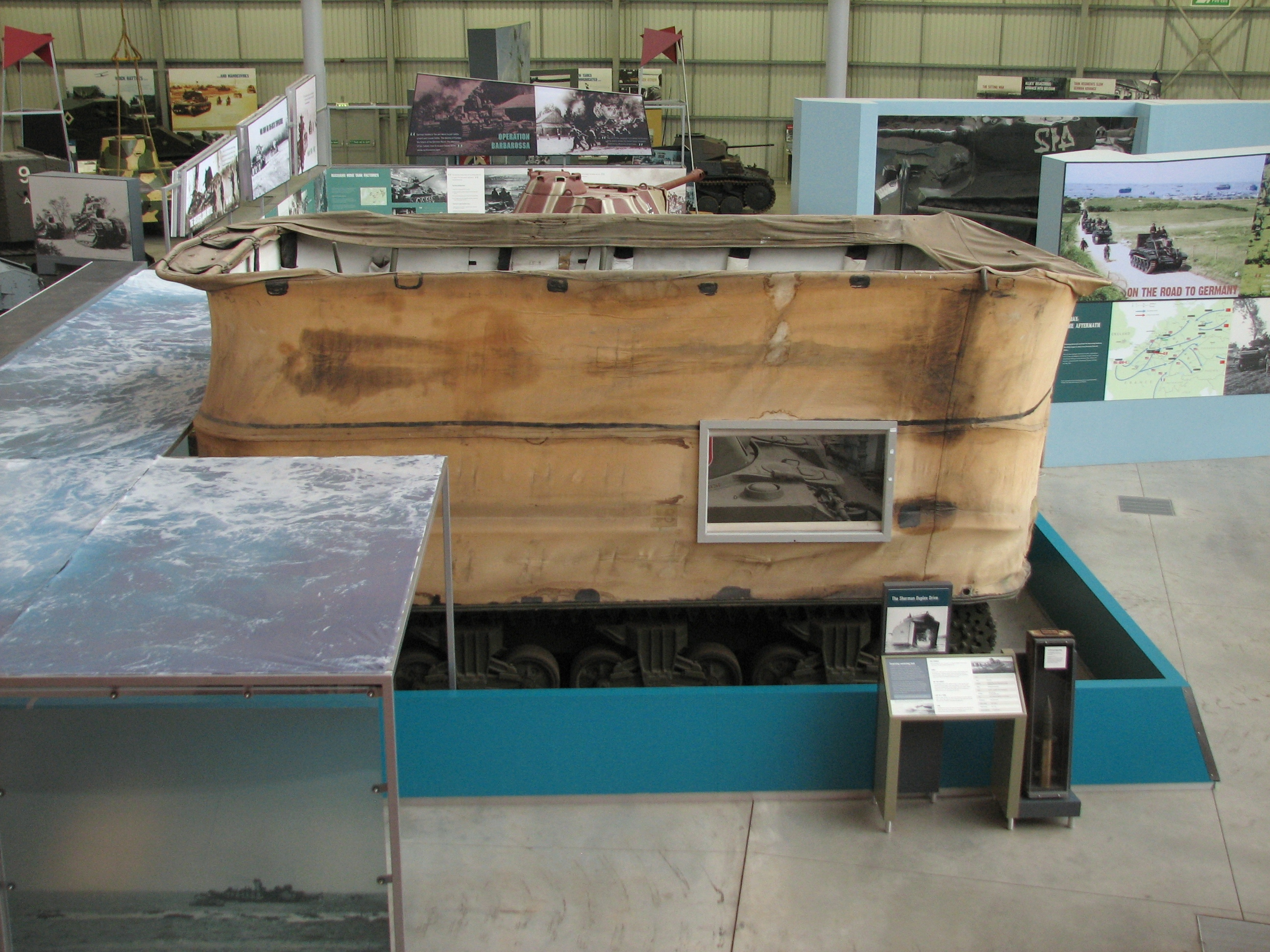
キャンバス製の浮航スクリーンを装備するシャーマンDD戦車
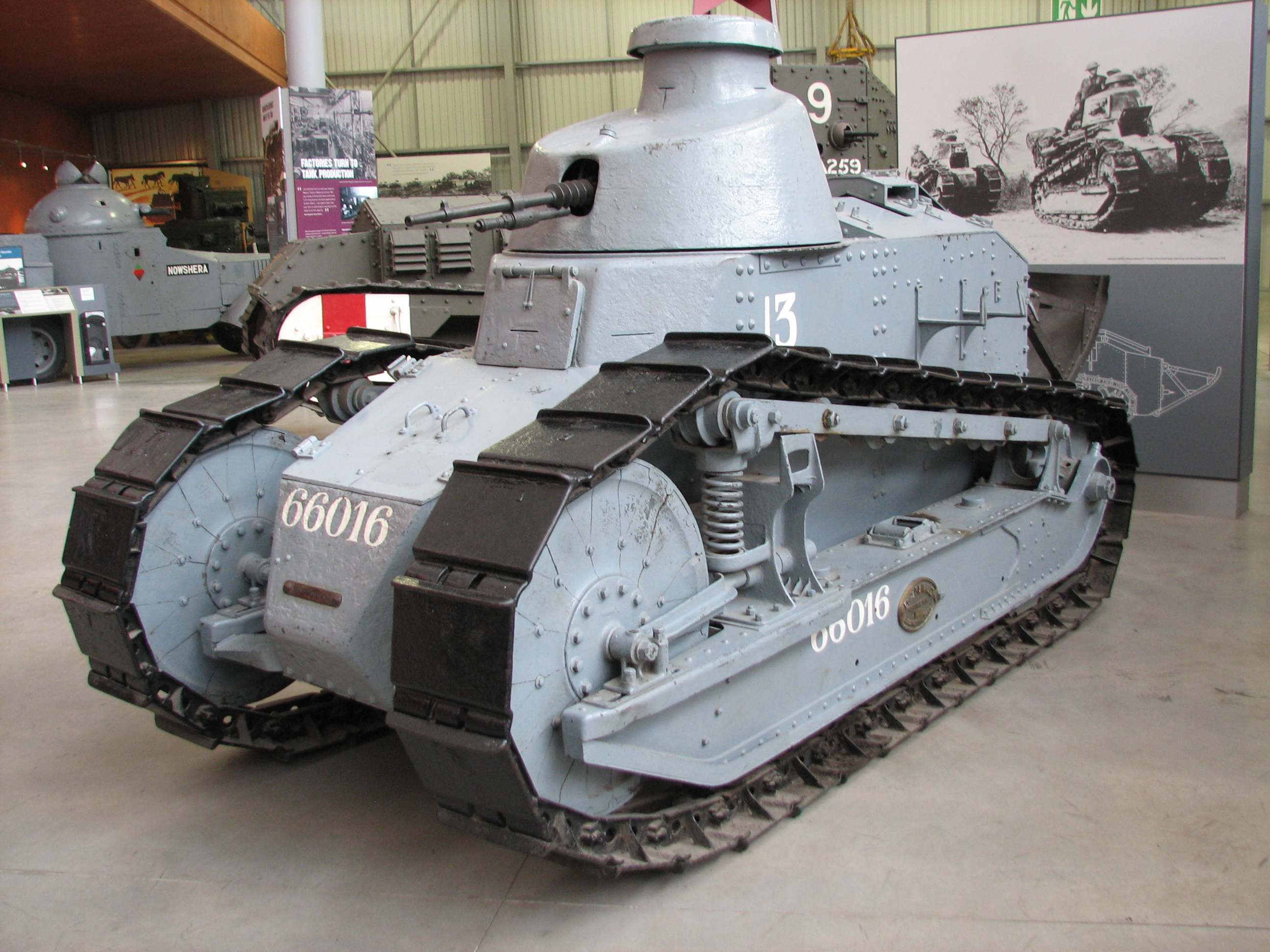
フランス軍のルノー FT-17 軽戦車
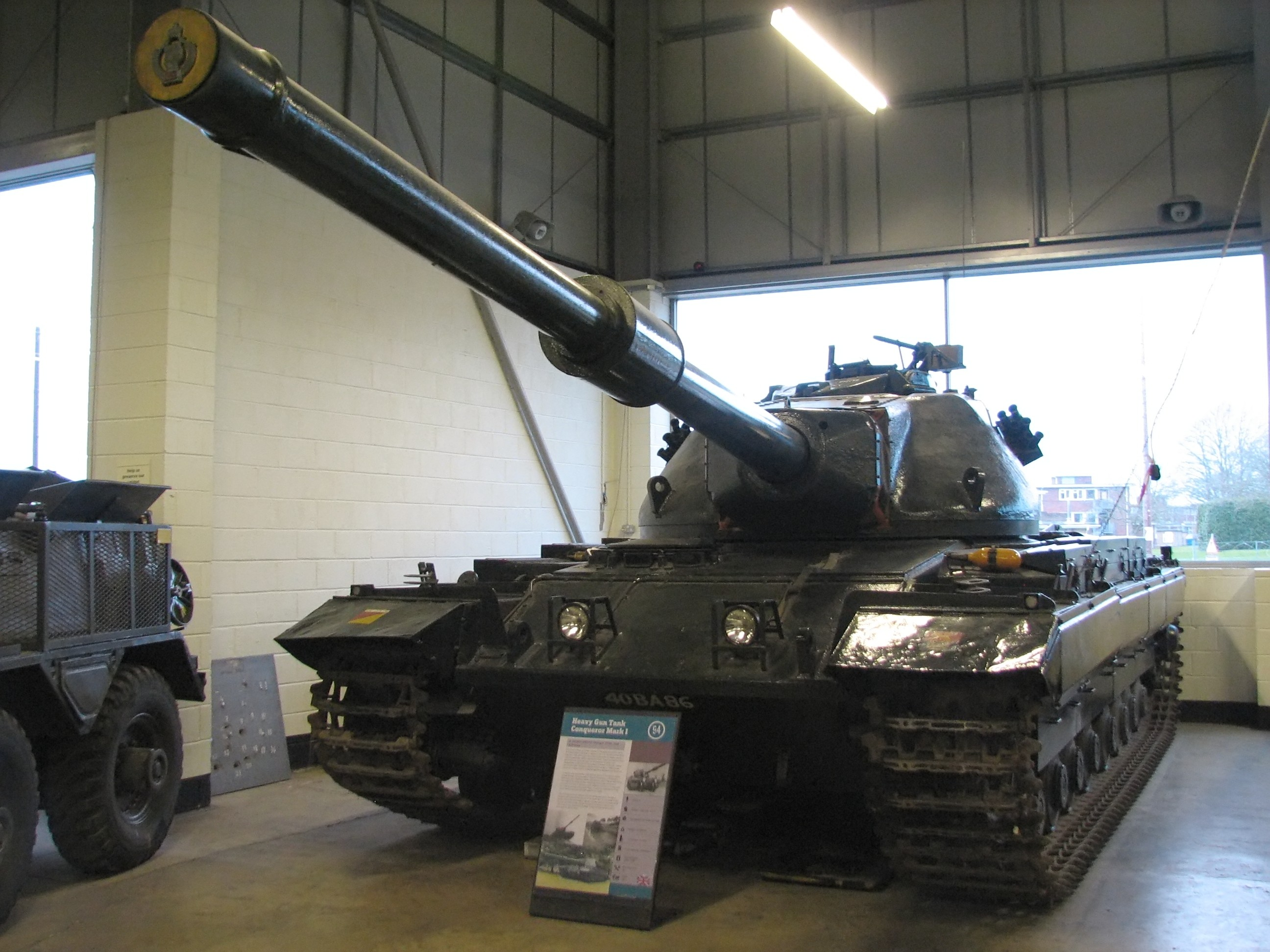
コンカラー

### 戦車博物館
- クビンカ戦車博物館 - ロシアの戦車博物館。
- ソミュール戦車博物館 - フランスの戦車博物館。
- ムンスター戦車博物館 - ドイツの戦車博物館。
- パットン戦車博物館 - アメリカ合衆国の戦車博物館。
- ラトルン戦車博物館 - イスラエルの戦車博物館。
- パロラ戦車博物館 - フィンランドの戦車博物館。
- トゥーン戦車博物館 - スイスの戦車博物館。

### 他
- アメリカ陸軍兵器博物館
- コブレンツ国防技術博物館 ドイツ陸軍の軍事博物館。軍事技術や試作車などの豊富なコレクション。
- en:Polish Army Museum　旧ソ連、東側陣営及びポーランドのAFVなどの広範囲なコレクションがある。
- en:Museu Militar Conde de Linhares　ブラジル軍の軍事博物館。戦車と試作車両の広範なコレクションがある。
- en:Heartland Museum of Military Vehicles アメリカ、ネブラスカに存在。
- en:List of AFVs
- en:Tank classification
- フューリー (2014年の映画) - 撮影のためティーガー131が貸し出された。